# Фіялка Наталія Миколаївна
Наталія Миколаївна Фіялка (4 лютого 1979, Львів) — українська перекладачка та дипломат. Тимчасовий повірений у справах України в Чорногорії (2017-2022).

## Життєпис
Народилася 4 лютого 1979 року у Львові. У 2000 році отримала диплома спеціаліста з міжнародних відносин, перекладача Львівського національного університету ім. І.Франка; У 2010 році диплом правознавця Львівського національного університету ім. І.Франка. Володіє вільно англійською, хорватською, чорногорською мовами.
У 2000—2002 рр. — спеціаліст, аташе Департаменту консульської служби МЗС України.
У 2002—2005 рр. — аташе, третій секретар з консульських питань Посольства України в Республіці Хорватія
У 2005—2007 рр. — третій, другий, перший секретар Управління взаємодії з державними органами та координації зовнішніх зносин МЗС України
У 2007—2009 рр. — в.о.завсектора, була завсектором взаємодії зі структурами КМУ Управління взаємодії з державними органами та координації зовнішніх зносин МЗС України
У 2009—2014 рр. — перший секретар з політичних питань Посольства України в Словенії
У 2014—2015 рр. — радник відділу консульсько-правових питань Департаменту консульської служби МЗС України
У 2015—2017 рр. — радник Департаменту країн Близького і Середнього Сходу та Африки МЗС України
З жовтня 2017 року — перший секретар, радник Посольства України в Чорногорії. Тимчасовий повірений у справах України в Чорногорії.